# Ambovombe
Ambovombe-Androy ou apenas Ambovombe é uma cidade de Madagáscar na Província de Toliara.
Ambovombe-Androy é a capital da região de Androy. Não é oficialmente uma cidade (comuna urbana) e tem uma população de 63032 habitantes (2005).
A cidade está situada próximo da costa sul em 21° 30′ 13″ S, 45° 12′ 34″ L.

## Geografia
Ambovombe-Androy é situada na estrada nacional n.º 13 de (Ihosy a Fort-Dauphin) a uma distância de 383 km de Ihosy, 62 km de Antanimora Sud e a 110 km a oeste de Fort-Dauphin.